# Héró
Héró, görög mitológiai alak, Aphrodité papnője, aki a Hellészpontosz (ma: Dardanellák) európai oldalán, egy toronyban lakott. Leandrosz kedvese volt, aki érte minden éjjel átúszta a szorost, végül a tengerbe fulladt.

## Lásd még
- Leandrosz
- Muszaiosz

## Külső hivatkozások
Ókori lexikon I–II. Szerk. Pecz Vilmos. Budapest: Franklin Társulat. 1902–1904.  